# Ian McLellan Hunter
Pour les articles homonymes, voir Hunter.
Ian McLellan Hunter est un scénariste britannique, né le 8 août 1915 à Londres et mort le 5 mars 1991 à New York.
Il est connu pour avoir remporté un Oscar du meilleur scénario pour Vacances romaines, en tant que prête-nom de Dalton Trumbo qui avait été mis à l'écart en raison du maccarthysme.

## Biographie
Ian McLellan Hunter est né le 8 août 1915 à Londres. Il se rend dans les années 1930 à Hollywood où il rencontre Bernard Vorhaus. Il écrit le scénario de plusieurs films dans les années 1940, avant d'accepter de servir de prête-nom pour Dalton Trumbo qui était inscrit sur la liste noire de Hollywood en raison du maccarthysme. Il a reçu à ce titre la statuette de l'Oscar de la meilleure histoire originale en 1954 pour Vacances romaines de William Wyler. Parmi ses scénarios figurent A Woman of Distinction (Suzy... dis-moi oui), Second Chorus (Swing Romance) et  Mr. District Attorney. Il a aussi écrit plusieurs scénarios pour la télévision, dont The Defenders et The Adams Chronicles.  Il a lui-même été blacklisté à Hollywood, et a utilisé différents pseudonymes. À la fin de sa, vie il enseigne l'écriture de scénario à l'Université de New York.
Il meurt d'une crise cardiaque le 5 mars 1991 à l'âge de 75 ans.

## Filmographie partielle
- 1939 : Le Petit Pêcheur de San Francisco  (Fisherman's Wharf) de Bernard Vorhaus
- 1940 : Swing Romance
- 1943 : Young Ideas
- 1943 : L'Amour travesti
- 1947 : J'accuse cette femme (Mr. District Attorney) de Robert B. Sinclair
- 1948 : L'Incroyable Monsieur X (The Amazing Mr. X) de Bernard Vorhaus
- 1950 : Suzy... dis-moi oui
- 1972 : Un homme est mort de Jacques Deray